# Johannes Blaskowitz
Johannes Blaskowitz, nemški general, * 10. julij 1883, Peterswalde, Wehlau, Vzhodna Prusija, † 5. februar 1948, Nürnberg.

## Napredovanja
- Fähnrich (2. marec 1901)
- poročnik (27. januar 1902)
- nadporočnik (27. januar 1910)
- stotnik (17. februar 1914)
- major (1. januar 1922)
- podpolkovnik (6. april 1926)
- polkovnik (1. oktober 1929)
- generalmajor (1. oktober 1932)
- generaporočnik (1. december 1933)
- general pehote (1. avgust 1936)
- generalpolkovnik (1. oktober 1939)

## Odlikovanja
- viteški križ železnega križa (1.; 30. september 1939)
- viteški križ železnega križa s hrastovimi listi (640.; 29. oktober 1944)
- viteški križ železnega križa s hrastovimi listi in meči (146.; 25. april 1945)
- nemški križ v srebru (30. oktober 1943)
- RK des Kgl. Preuss. Hausordens von Hohenzollern mit Schwertern (1. september 1917)
- 1914 železni križec I. razreda (2. marec 1915)
- 1914 železni križec II. razreda (27. september 1914)
- Ritterkreuz II. Klasse des Grossherzoglich Badischen Ordens vom Zähringer Löwen mit Schwertern (1915)
- k.u.k. Österr. Militär-Verdienstkreuz III. Klasse mit der Kriegsdekoration (10. februar 1916)
- Kgl. Bayer. Militär-Verdienstorden IV. Klasse mit Schwertern (15. maj 1916)
- Grossherzoglich Oldenburgisches Friedrich August-Kreuz II. Klasse (26. maj 1916)
- Grossherzoglich Oldenburgisches Friedrich August-Kreuz I. Klasse (26. maj 1916)
- Braunschweigisches Kriegsverdienstkreuz II. Klasse (4. junij 1916)
- turški železni polmesec (11. julij 1917)
- Verwundetenabzeichen, 1918 in Schwarz
- Ehrenkreuz für Frontkämpfer (10. november 1934)
- Wehrmacht-Dienstauszeichnung IV. bis I. Klasse (2. oktober 1936)
- Kgl. Ungar. Kriegs-Erinnerungs-Medaille mit Schwertern und Helm (11. december 1936)
- Österr. Kriegs-Erinnerungs-Medaille mit Schwertern (12. januar 1937)
- Kgl. Bulgar. Kriegs-Erinnerungs-Medaille mit Schwertern (19. januar 1937)
- Medaille zur Erinnerung an den 01.10.1938 mit Spange Prager Burgë
- Spange zum EK I (21. september 1939)
- Spange zum EK II (11. september 1939)
- Wehrmachtbericht (27. september 1939)
- Grosskreuz des Kgl. Italien. Ordens der Krone (28. januar 1941)
- Kriegsverdienstkreuz II. Klasse mit Schwertern
- Kriegsverdienstkreuz I. Klasse mit Schwertern